# كيبك القديمة—الرأس الأبيض—التلة البرلمانية
كيبك القديمة—الرأس الأبيض—التلة البرلمانية هو أحد الأحياء الستة في دائرة كيبك المحافظة والخمسة والثلاثين في مدينة كيبك. هذا الحي هو الأكثر استقطابا للسياح والزائرين في مقاطعة كيبك. في هذا الحي المحاط بالاسوار جزئيا يوجد قصر فرونتناس الذي يمثل المدينة في عيون العالم. يوجد في الحي الكثير من المقاهي والمحلات السياحية والمطاعم والفنادق. حسب البعض يعتبر الحي الأكثر أوروبية في أمريكا.

## اجزاء الحي
هناك أربعة اجزاء في الحي:
- كيبك القديمة العليا تحتوي على الجزء المحصن من كيبك.

- كيبك القديمة الدنيا تحتوي على الساحة الملكية (كيبك) والميناء القديم ومحطة القصر (كيبك)

- التلة البرلمانية تحتوي على ساحة يوفيل (كيبك) وفندق البرلمان (كيبك) والمساحة بين جادة روني لوفيسك (كيبك) والكريق الكبير وجزءا كبيرا من سهول إبراهيم (كيبك).

- الرأس الأبيض (كيبك) تحتوي على المنطقة بين رأس ديامان (كيبك) ونهر سانت لورانت وكنيسة نوتر دام دي لاكارد.

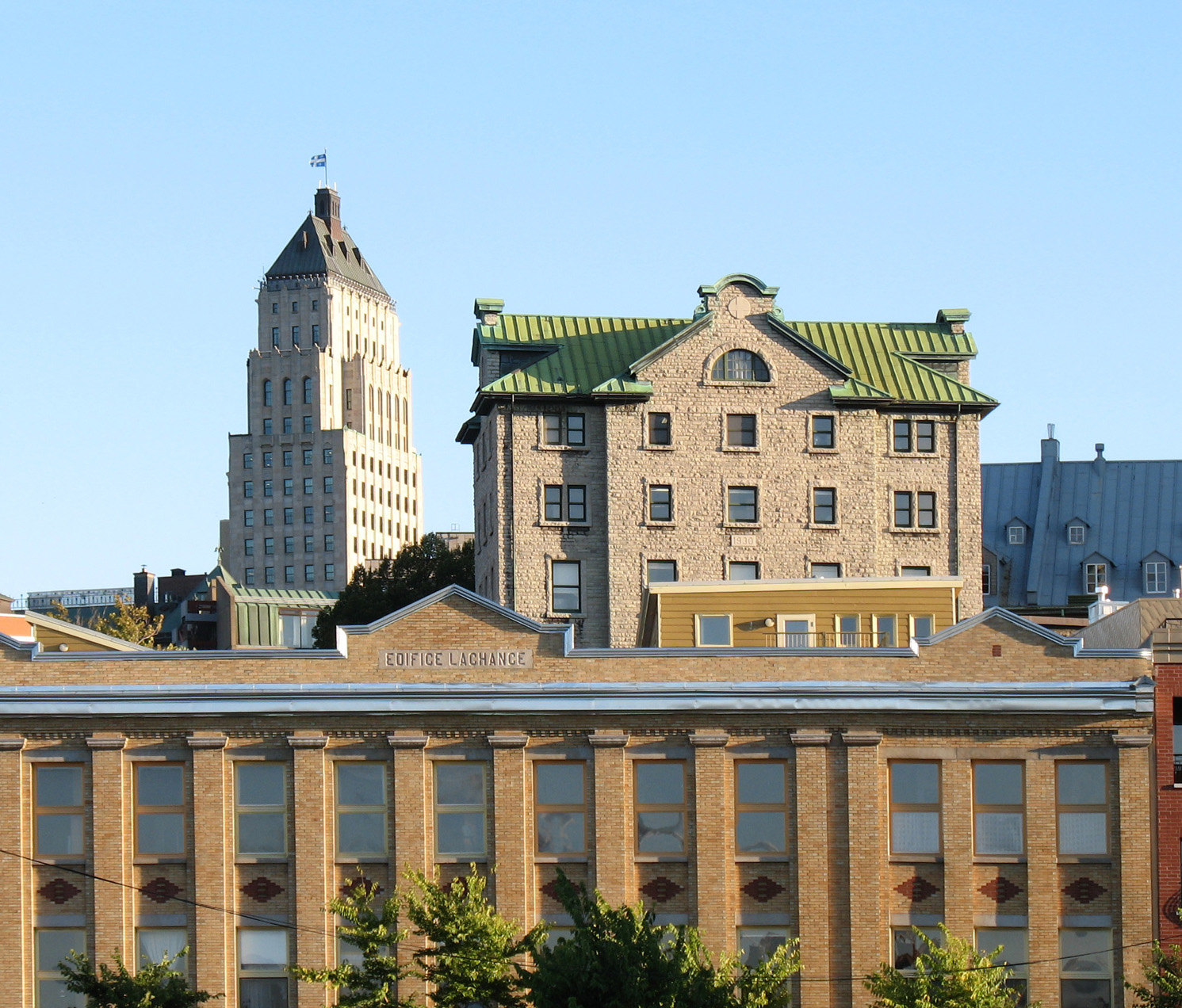
مبنى برايس في كيبك القديمة العالية

## الشوارع الرئيسية
- شارع سان جان (كيبك)

- شارع دي بود (كيبك)

- شارع سان لويس

- جادة شمبلن

- شارع سان بول (كيبك)

- طريق سيار 440 (كيبك)

## المساحات الخضراء والحدائق واماكن الترفيه

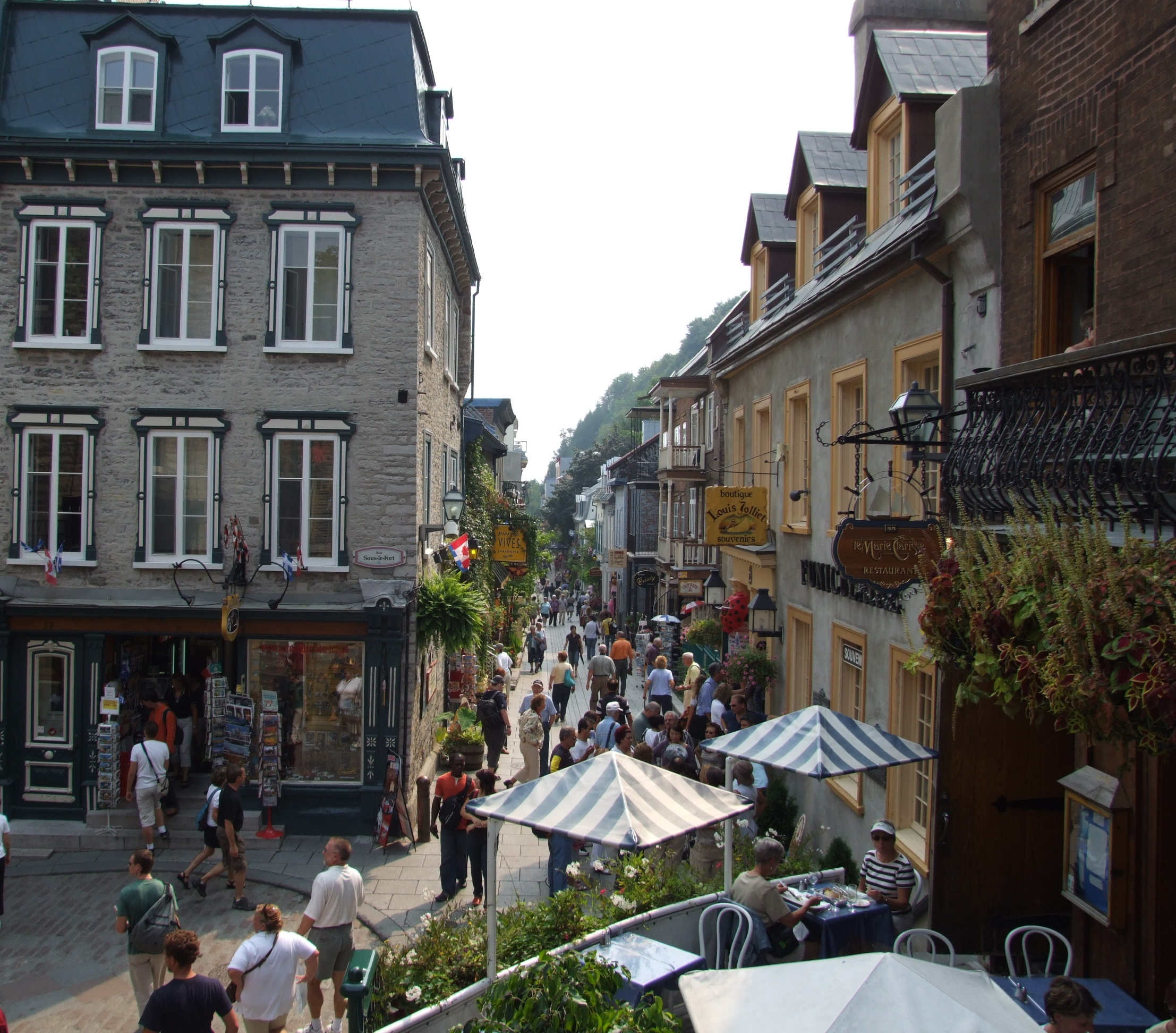
زقاق شمبلن الصغير قرب الساحة الملكية (كيبك)

- سهول إبراهيم (كيبك) (جزئيا)

- حديقة المدفعية
- أسوار كيبك
- ميناء كيبك

- الساحة الملكية (كيبك)

## مباني عريقة
- قصر فرونتناس
- مبنى برايس
- قلعة كيبك

## وصلات خارجية
- المجلس البلدي
- تقديم للدائرة
- تقديم للاحياء